# Sepetçis
L'artisanat de la vannerie est l'une des professions les plus anciennes, les plus répandues et les plus respectées des Roms. Dans la plupart des groupes roms, il y avait ou il y a des vanniers. Cependant, cet artisanat a une signification particulière dans la région gréco-turque. Le groupe rom dont la structure sociale traditionnelle est la plus étroitement liée à cela sont les Sepetçis (mot turc signifiant « vannier »). Ses ancêtres ont vécu en nomades dans la région de Salonique jusqu'à la guerre gréco-turque. Après le Traité de Lausanne de 1923, au cours de l'échange de population convenu (Grande Catastrophe), ils ont eu le choix de changer de religion ou de quitter la Grèce.
Les Sepečides étaient divisés en un groupe « turc » et un groupe « grec ». Les Xoraxanes (turc musulman Roms) ont migré vers la région de la grande région d'Izmir, mais aussi vers Istanbul et aussi la Thrace orientale, où leurs descendants ne parlent que le turc. Les Sepetçis Sous-groupe des Kardítsakere, du nom de Kardítsa, qui sont restés en Grèce se sont convertis à la foi chrétienne orthodoxe grecque, ont quitté Thessalonique et ont pour la plupart déménagé à Vólos, où leurs descendants parlent romani et grec et s'appellent sevlengere roma. Les vanniers de la région de Choumen, en Bulgarie, et ceux de Turquie et de Grèce parlent des dialectes différents et ne sont pas apparentés aux vanniers roms de Grèce et de Turquie,,,.